# Fort Loramie (Ohio)
Pour les articles homonymes, voir Fort Loramie.
Fort Loramie est un village américain situé dans le comté de Shelby, dans l'Ohio. Selon le recensement de 2010, sa population est de 1 478 habitants.